# Jaume Mestres i Buscà
Jaume Mestres i Buscà (Sant Boi de Llobregat, 24 de maig del 1950) és un llibreter i escriptor de viatges català. Entre 1973 i 1995 va tenir la llibreria La Plana, a Sant Boi, que va fundar. Fou col·laborador del programa de Catalunya Ràdio Els viatgers de la Gran Anaconda.

## Llibres publicats
- 2002: Cròniques de l'Anaconda: Índia, Pakistan, Indonèsia, Filipines, Cambodja, Tailàndia, Laos. Barcelona: Columna.
- 2003: Cròniques de l'Anaconda: Mèxic, Belize, Guatemala. Barcelona: Columna.
- 2004: Cròniques de l'Anaconda: Marroc i Egipte. Barcelona: Columna.
- 2007: Vietnam: Cròniques de l'Anaconda. Valls: Cossetània.